# Teatro Escola Macunaíma
O Teatro Escola Macunaíma, também apelidado de Macu, é uma escolas de teatro do Brasil, com unidades na cidade de São Paulo nos bairros Barra Funda, Butantã, Alphaville e Campinas.

## História
O Teatro Escola Macunaíma, inicialmente conhecido como Centro de Estudos Macunaíma, foi fundado em 1974 por Myriam Muniz, Silvio Zilber e o cenógrafo e figurinista Flávio Império - artistas consagrados, cujos nomes se misturam à história do teatro brasileiro, junto aos amigos Claudio Lucchesi e Marcelo Peixoto - durante um período em que o país vivia sob a repressão e censura da Ditadura militar, o Teatro Escola Macunaíma surgiu como um centro experimental de formação teatral com diversos cursos de interpretação, leituras dramáticas e psicodramas com o terapeuta, escritor e dramaturgo Roberto Freire, que tendo retornado ao Brasil, começara a desenvolver trabalhos no local, sendo fundamental para o desenvolvimento da Somaterapia o encontro e a convivência de Freire com os criadores e os freqüentadores do Centro de Estudos, que funcionava na casa de Mário de Andrade na rua Lopes Chaves, Barra Funda (hoje Casa Mario de Andrade Oficina da Palavra).
Nos anos 80 passou a ser dirigido por Nissim Castiel, que foi estudante do Teatro Escola, e sob a sua coordenação que seguiu até o ano de 2010, foi desenvolvendo metodologias, inaugurando outras sedes e formando cerca de 30 mil alunos de teatro.
O Teatro Escola Macunaíma trabalha com uma metodologia própria que tem como base o sistema de formação de atores criado por Constantin Stanislavski, ator, diretor, escritor e pedagogo russo que teve destaque no final do séc XIX e início do séc XX. Referência de importantes escolas de dramaturgia do mundo, os estudos de Stanislavski influenciaram nomes respeitados como Marlon Brando, Jack Nicholson, Johnny Depp, Sean Penn e outros atores mundialmente reconhecidos.
O sistema Stanislavski e o chamado Método da Ação Física, partem do princípio de que as ações físicas devem transmitir o espírito interno do personagem interpretado, sendo abastecidas pela imaginação, verdade interior e experiências de vida de cada ator - a conjunção de aspectos mentais e corporais em uma unidade psicofísica. A compreensão do método depende do entendimento sobre o que consiste a ação física, que para Stanislavski é a chave para que a criação e a emoção emerjam, pois não poderiam ser despertadas inteiramente pela vontade ou consciência do ator, ou seja, a estratégia de conhecimento foi alterada: é a partir das ações do corpo que o ator teria controle dos demais elementos da representação.
A partir do sistema de Stanislavski a metodologia do Teatro Escola Macunaíma é aprimorada e adaptada na medida em que ocorre uma adequação sócio-histórico-cultural do sistema de Stanislavski para o Brasil e para o momento presente, fundamentada ainda na troca de experiências entre os participantes, como, aliás, já recomendava Stanislavski no livro A Preparação do Ator:
"Crie seu próprio método. Não seja dependente, um escravo. Faça somente algo que você possa construir. Mas observe a tradição da ruptura, eu imploro."
Desta forma, a metodologia baseada nos estudos de Stanislavski é atualizada como um sistema aberto, e, constantemente auto-avaliada, se torna capaz de gerar questões relevantes para a investigação do trabalho do ator na atualidade. O ofício de ator, mais do que uma forma de entretenimento, é visto como uma forma de conhecimento de si mesmo e do mundo.
A proposta pedagógica do Teatro Escola Macunaíma, que tem a atual coordenação de Débora Hummel, se baseia ainda no chamado interacionismo e visa formar artistas criadores, críticos, profissionais éticos e participativos.
Atualmente o Teatro Escola Macunaíma é dirigido por Luciano Castiel, tem sedes nas cidades de São Paulo (com unidades em Barra Funda, Butantã, Alphaville e Campinas), e conta com 6 teatros.
O curso, que diferentemente de outras escolas e companhias de teatro não adota nenhum método de seleção para os candidatos visando trabalhar com a diversidade e a inclusão, se divide em básico e profissional, sendo que este último é desenvolvido em quatro semestres, envolvendo montagens de espetáculos. Ao final de cada semestre é realizada uma Mostra que reúne os espetáculos dos alunos, cujo tema norteia o trabalho dos professores durante o semestre. 
Até hoje foram realizadas cerca de 73 Mostras com temas como: Amor, Realidade e Utopia, Intolerância, Desconstrução, Ator Criador, Teatro Político, O Riso, Os Sete Pecados Capitais, A imagem, O sagrado no teatro, Stanislavski e o século XXI e a Diversão no teatro.
O resultado tem se mostrado positivo, pois o Macu, como é atualmente apelidado, é uma das escolas de teatro brasileiro a possuir um grande número de ex-alunos na ativa, atuando várias novelas e peças em cartaz. Entre alguns dos mais de 30 mil alunos que passaram pelo Teatro Escola Macunaíma estão Sandra Corveloni, Dalton Vigh, Pascoal da Conceição, Tânia Khallil, Ricardo Tozzi , Bárbara Paz e Ruan Novelli.